# Africa (Litfiba)
Africa è un brano della rockband italiana Litfiba. È il secondo e ultimo singolo estratto, nel 1994, dal doppio album live "Colpo di coda".

## Tracce
1. Africa (studio version) - 4:09
2. Fata Morgana (live)[1] - 5:33
3. Maudit (live)[2] - 5:26

Il testo di Africa è diverso da quello pubblicato nell'album Colpo di coda in più punti, in quanto è stato rielaborato solo successivamente all'uscita del doppio album Live. Nelle esibizioni live successive (ad esempio nell'album Lacio drom) i Litfiba hanno riproposto il brano con il testo fedele alla versione singolo.

## Formazione
- Piero Pelù - voce
- Ghigo Renzulli - chitarre
- Roberto Terzani - basso
- Antonio Aiazzi - tastiere
- Franco Caforio - batteria

## Edizioni
- "digipak edition" - 1 traccia
- "cardsleeve edition" (busta in cartoncino) - 2 tracce
- "jewel case edition" - 3 tracce